# Ясен (Ілірська Бистриця)
Ясен (словен. Jasen) — поселення в общині Ілірська Бистриця, Регіон Нотрансько-крашка, Словенія. Висота над рівнем моря: 412,5 м.